# 长穗柄薹草
长穗柄薹草（学名：Carex longipes）是莎草科薹草属的植物。分布于印度尼西亚、尼泊尔、印度以及中国大陆的云南、湖北、四川等地，生长于海拔1,200米至1,300米的地区，多生长于山坡草地和河床边。
其种加词“Longipes”意为“长梗的”，“长柄的”。

## 变种
短穗柄薹草（学名：Carex longipes var. sessilis）为莎草科薹草属长穗柄薹草的变种。分布在中国大陆的云南等地，生长于海拔2,550米的地区，见于干燥的山坡上。